# XI Legislatura de la Comunidad Valenciana
La XI Legislatura de la Comunidad Valenciana comenzó el 26 de junio de 2023, fecha en la que se constituyeron las nuevas Cortes tras el triunfo por mayoría simple del Partido Popular de la Comunidad Valenciana en las elecciones a las Cortes Valencianas celebradas el 28 de mayo de 2023.
El 11 de julio de 2024, la Ejecutiva del partido Vox anunció que abandonaría los gobiernos autonómicos que mantenía junto al Partido Popular, dejando a este último con un Gobierno en minoría en la Comunidad Valenciana.

## Elecciones

### Candidaturas
En la columna de la izquierda se muestran las candidaturas ordenadas según el número de escaños que tuvieron en la anterior legislatura. En la columna de la derecha aparecen las candidaturas nuevas y las que no obtuvieron representación parlamentaria en la anterior legislatura:
| Circunscripción | Candidatos | Otras candidaturas                                                                              |
| --------------- | --- | ----------------------------------------------------------------------------------------------- |
| Alicante        | - PSPV-PSOE: Josefina Bueno Alonso - PPCV: Carlos Arturo Mazón Guixot - Ciudadanos: José Miguel Saval Pérez - Compromís: Aitana Joana Mas Mas - Vox: Ana Vega Campos - UP-EUPV: Alejandro Aguilar Parrilla | ALIANZA CV, UNITS, DECIDIX, ERPV, CENTRO MODERADO, PAR-Es.C., PACMA, PCPE,RECORTES CERO, RVPVE. |
| Castellón       | - PSPV-PSOE: Rafael Simó Sancho - PPCV: Alberto Fabra Part - Ciudadanos: Eduardo del Pozo Querol - Compromís: Vicent Marzà Ibáñez - Vox: Mª de los Llanos Massó Linares - UP-EUPV: Mª Luisa Saavedra Muñoz | ALIANZA CV, CENTRATS, UNITS, DECIDIX, ERPV, PCPE, RECORTES CERO, RVPVE.                         |
| Valencia        | - PSPV-PSOE: Ximo Puig Ferrer - PPCV: María José Català Verdet - Ciudadanos: Mamen Peris Navarro - Compromís: Joan Baldoví Roda - Vox: Carlos Flores Juberías - UP-EUPV: Héctor Illueca Ballester          | ALIANZA CV, UNITS, DECIDIX, ESCAÑOS BLANCO, ERPV, PACMA, PCPE, PUM+J, RECORTES CERO, RVPVE.E    |

### Resultado
En la siguiente tabla se muestran solo los resultados definitivos de los partidos que obtuvieron representación parlamentaria en las elecciones de 2023 por circunscripciones electorales. En el apartado "total de participación" se incluyen los votos de todas las candidaturas que se presentaron a las elecciones y, por tanto, los datos hacen referencia a todas las personas que acudieron a votar:
| ← Elecciones a las Cortes Valencianas de 2023 → Resultado autonómico y por circunscripciones |              |                      |                      |                      |                      |         |          |          |             |          |        |           |             |           |           |      |             |          |          |          |
| Candidaturas                                                                                 | Candidaturas | Comunidad Valenciana | Comunidad Valenciana | Comunidad Valenciana | Comunidad Valenciana |         | Alicante | Alicante | Alicante    | Alicante |        | Castellón | Castellón   | Castellón | Castellón |      | Valencia    | Valencia | Valencia | Valencia |
| Candidaturas                                                                                 | Candidaturas | Votos                | %                    | Esc.                 | Crecimiento          | Votos   | %        | Esc.     | Crecimiento | Votos    | %      | Esc.      | Crecimiento | Votos     | %         | Esc. | Crecimiento |          |          |          |
|                                                                                              | PPCV         | 881 893              | 35,75                | 40                   | 21                   | 319 981 | 39,28    | 15       | 8           | 104 023  | 35,99  | 10        | 5           | 457 889   | 33,59     | 15   | 8           |          |          |          |
|                                                                                              | PSPV-PSOE    | 708 142              | 28,70                | 31                   | 4                    | 240 447 | 29,52    | 11       | 1           | 87 364   | 30,22  | 8         | 1           | 380 331   | 27,90     | 12   | 2           |          |          |          |
|                                                                                              | Compromís    | 357 989              | 14,51                | 15                   | 2                    | 82 878  | 10,17    | 4        | Sin cambios | 37 825   | 13,09  | 3         | 1           | 237 286   | 17,40     | 8    | 1           |          |          |          |
|                                                                                              | Vox          | 310 184              | 12,57                | 13                   | 3                    | 100 331 | 12,32    | 5        | 1           | 37 775   | 13,07  | 3         | 1           | 172 078   | 12,62     | 5    | 1           |          |          |          |
|                                                                                              |              |                      |                      |                      |                      |         |          |          |             |          |        |           |             |           |           |      |             |          |          |          |
|                                                                                              | Unides Podem | 88 152               | 3,57                 | 0                    | 8                    | 28 540  | 3,50     | 0        | 3           | 9328     | 3,23   | 0         | 2           | 50 284    | 3,69      | 0    | 3           |          |          |          |
|                                                                                              | Ciudadanos   | 37 095               | 1,50                 | 0                    | 18                   | 12 531  | 1,54     | 0        | 7           | 4005     | 1,39   | 0         | 4           | 20 559    | 1,51      | 0    | 7           |          |          |          |
| Otras                                                                                        | Otras        | 52 496               | 2,13                 | 0                    |                      | 19 482  | 2,39     | 0        |             | 4496     | 1,56   | 0         |             | 28 518    | 2,09      | 0    |             |          |          |          |
| Total                                                                                        | Total        | 2 498 090            | 100,00               | 99                   | -                    | 825 463 | 100,00   | 35       | -           | 293 368  | 100,00 | 24        | -           | 1 379 259 | 100,00    | 40   | -           |          |          |          |

## Instituciones durante la XI legislatura

### El presidente
Las votaciones para la investidura del Presidente de la Generalidad se celebraron el 13 de julio de 2023 en las Cortes Valencianas.
| Resultado de la votación de investidura del presidente de la Generalitat Valenciana |                                                         |      |    |    |    |    |       |
| Candidato                                                                           | Fecha                                                   | Voto |    |    |    |    | Total |
| Carlos Mazón (PPCV)                                                                 | 13 de julio de 2023 Mayoría requerida: absoluta (50/99) | Sí   | 40 |    |    | 13 | 53/99 |
| Carlos Mazón (PPCV)                                                                 | 13 de julio de 2023 Mayoría requerida: absoluta (50/99) | No   |    | 31 | 15 |    | 46/99 |
| Carlos Mazón (PPCV)                                                                 | 13 de julio de 2023 Mayoría requerida: absoluta (50/99) | Abs. |    |    |    |    | 0/99  |
| Carlos Mazón (PPCV)                                                                 | 13 de julio de 2023 Mayoría requerida: absoluta (50/99) | Aus. |    |    |    |    | 0/99  |
| Fuente: Cortes Valencianas                                                          |                                                         |      |    |    |    |    |       |

### El Consejo de la Generalidad Valenciana
En la XI legislatura, el Consejo de la Generalidad Valenciana está compuesto de la siguiente forma:
| Consejo de la Generalidad Valenciana |         |                                            |                                            |                                            |
| Partido político |         | Partido Popular de la Comunidad Valenciana | Partido Popular de la Comunidad Valenciana | Partido Popular de la Comunidad Valenciana |
| Partido político | Vox     |                                            |                                            |                                            |
| Cargo | Titular | Titular                                    | Inicio                                     | Fin                                        |
| Presidente de la Generalidad Valenciana |         | Carlos Arturo Mazón Guixot                 | 15 de julio de 2023                        | En el cargo                                |
| Vicepresidente primero y Cultura y Deporte (la consejería se suprime el 11/07/2024) |         | Vicente Barrera Simó                       | 19 de julio de 2023                        | 11 de julio de 2024                        |
| Vicepresidenta segunda y Servicios Sociales, Igualdad y Vivienda. Secretaria del Consejo (hasta 11/07/2024) Vicepresidenta y Servicios Sociales, Igualdad y Vivienda. Secretaria del Consejo (desde 11/07/2024) |         | Susana Camarero Benítez                    | 19 de julio de 2023                        | En el cargo                                |
| Hacienda, Economía y Administración Pública |         | Ruth María Merino Peña                     | 19 de julio de 2023                        | En el cargo                                |
| Justicia e Interior |         | Elisa Núñez Sánchez                        | 19 de julio de 2023                        | 11 de julio de 2024                        |
| Justicia e Interior |         | Salomé Pradas Ten                          | 11 de julio de 2024                        | En el cargo                                |
| Sanidad |         | Marciano Gómez Gómez                       | 19 de julio de 2023                        | En el cargo                                |
| Educación, Universidades y Ocupación (hasta 11/07/2024) Educación, Cultura, Universidades y Trabajo (desde 11/07/2024)                                                                                          |         | José Antonio Rovira Jover                  | 19 de julio de 2023                        | En el cargo                                |
| Agricultura, Ganadería y Pesca (hasta 11/07/2024) Agricultura, Agua, Ganadería y Pesca (desde 11/07/2024) |         | José Luis Aguirre Larrauri                 | 19 de julio de 2023                        | 11 de julio de 2024                        |
| Agricultura, Ganadería y Pesca (hasta 11/07/2024) Agricultura, Agua, Ganadería y Pesca (desde 11/07/2024) |         | Miguel Barrachina                          | 11 de julio de 2024                        | En el cargo                                |
| Medio Ambiente, Agua, Infraestructuras y Territorio (hasta 11/07/2024) Medio Ambiente, Infraestructuras y Territorio (desde 11/07/2024)                                                                         |         | Salomé Pradas Ten                          | 19 de julio de 2023                        | 11 de julio de 2024                        |
| Medio Ambiente, Agua, Infraestructuras y Territorio (hasta 11/07/2024) Medio Ambiente, Infraestructuras y Territorio (desde 11/07/2024)                                                                         |         | Vicente Martínez Mus                       | 11 de julio de 2024                        | En el cargo                                |
| Innovación, Industria, Comercio y Turismo |         | Nuria Montes de Diego                      | 19 de julio de 2023                        | En el cargo                                |

### Cortes Valencianas

#### Mesa de las Cortes
La Mesa de las Cortes Valencianas está integrada por el Presidente de las Cortes Valencianas, dos vicepresidentes/as y dos secretarios/as, asistidos por el letrado mayor, que ha de estar presente en todas las reuniones.
Los Vicepresidentes, por orden, sustituyen al presidente y ejercen sus funciones en caso de vacante, ausencia o imposibilidad de este. Además, ejercen cualesquiera otras funciones que les encargue el presidente de la Mesa.
Los secretarios supervisan y autorizan, con el visto bueno del presidente, las actas de las sesiones plenarias, de la Mesa y de la Junta de Síndicos, así como las certificaciones que se hayan de expedir; asisten al presidente en las sesiones para asegurar el orden en los debates y la corrección en las votaciones; colaboran en el normal desarrollo de los trabajos de la cámara según las disposiciones del presidente y, finalmente, ejercen cualquier otra función que les encomiende el presidente.
Los vicepresidentes y los secretarios son elegidos por el mismo procedimiento en votaciones separadas: primero los vicepresidentes y después los secretarios. Cada diputado escribe en cada elección un único nombre, y resultan elegidos los dos primeros nombres en cada votación, de tal manera que el más votado será el vicepresidente primero y el secretario primero, y el segundo más votado resultará elegido vicepresidente segundo/a y secretario segundo, respectivamente.
Las funciones de la Mesa de las Cortes Valencianas son las siguientes:
- Adoptar todas las decisiones y medidas para la organización del trabajo y el régimen y el gobierno interiores de la cámara, así como elaborar y aprobar los Estatutos de gobierno y de régimen interior de las Cortes Valencianas.
- Elaborar y aprobar el proyecto del presupuesto de las Cortes Valencianes antes de enviarlo al Consell.
- Calificar, según el reglamento, los escritos y los documentos de índole parlamentaria, y declarar la admisibilidad o inadmisibilidad de los mismos.
- Decidir la tramitación de todos los escritos y los documentos de índole parlamentaria, de acuerdo con lo que establece el reglamento.
- Programar las líneas de actuación de la cámara, determinando un calendario de actividades del Pleno y de las comisiones para cada período de sesiones, y coordinar los trabajos de los distintos órganos, de acuerdo con la Junta de Síndicos.

En la XI Legislatura, la Mesa de las Cortes está compuesta por los siguientes representantes:
| Cargo                      | Titular                           | Lista     |
| -------------------------- | --------------------------------- | --------- |
| Presidenta                 | María de los Llanos Massó Linares | Vox       |
| Vicepresidente primero     | Alfredo Cesáreo Castelló Sáez     | PPCV      |
| Vicepresidenta segunda     | Magdalena María González La Red   | PPCV      |
| Secretario primero         | Víctor Soler Beneyto              | PPCV      |
| Secretaria segunda         | Maria Josep Amigó Laguarda        | Compromís |
| Fuente: Cortes Valencianas |                                   |           |

#### Pleno
El Pleno del parlamento es la reunión de todos los diputados para tratar sobre aquellos asuntos previamente fijados en el orden del día que ha sido acordado por la Presidencia del parlamento, oída la Mesa y de acuerdo con la Junta de Síndicos.
En los plenos, la Mesa ocupa la presidencia juntamente con el letrado mayor del parlamento. Los diputados toman asiento en los escaños que previamente les han sido asignados por la Mesa, oída la Junta de Síndics. Por su parte, el Consell puede asistir igualmente, ocupando los escaños que se les asignan.
Los diputados y las diputadas se encuentran adscritos a uno de los cuatro grupos parlamentarios que hay en la actualidad:
| Grupo parlamentario        | Grupo parlamentario    | Integrantes                                                                       | Portavoz                    | Líder                                                | Diputados |
| -------------------------- | ---------------------- | --------------------------------------------------------------------------------- | --------------------------- | ---------------------------------------------------- | --------- |
|                            | Popular                | Partido Popular de la Comunidad Valenciana                                        | Juan Francisco Pérez Llorca | Carlos Mazón                                         | 40        |
|                            | Socialista             | Partido Socialista del País Valenciano                                            | José Muñoz                  | Diana Morant                                         | 31        |
|                            | Compromís              | Més-Compromís: 9 Iniciativa del Poble Valencià: 4 Verds Equo del País Valencià: 2 | Joan Baldoví                | Enric Morera Aitana Mas Paula Espinosa Víctor Arroyo | 15        |
|                            | Vox Cortes Valencianas | Vox                                                                               | José María Llanos           | José María Llanos                                    | 13        |
| Fuente: Cortes Valencianas |                        |                                                                                   |                             |                                                      |           |

#### Comisiones
En las Cortes existen Comisiones Permanentes y Comisiones no Permanentes. Son Comisiones Permanentes aquellas constituidas para toda una legislatura y previstas con carácter necesario en el Reglamento, distinguiéndose entre Comisiones Permanentes Legislativas y Comisiones Permanentes no Legislativas. A las Comisiones Permanentes Legislativas les corresponde, esencialmente, elaborar el dictamen de los Proyectos y Proposiciones de ley e incluso pueden llegar a aprobar leyes. Las Comisiones Permanentes no Legislativas son aquellas, a las que no les corresponden realizar actuaciones dirigidas a la aprobación de leyes. Son Comisiones no Permanentes las que pueden crearse a veces, con un fin concreto, quedando extinguidas al finalizar su trabajo, y, en todo caso, al finalizar la legislatura. Dentro de las Comisiones no Permanentes, cabe destacar Comisiones de Investigación cuya finalidad es la de fiscalizar la actuación del Gobierno, constituyendo uno de los instrumentos de control del Gobierno por parte del Parlamento.
Actualmente, hay doce comisiones permanentes legislativas y siete comisiones permanentes no legislativas. Cada una de ellas tiene un presidente, un vicepresidente y un secretario. A continuación, se muestra la relación de comisiones con las personas que ostentan su presidencia:
| Comisiones de las Cortes Valencianas                                        |                                   |       |           |
| Comisión                                                                    | Presidencia                       | Grupo | Grupo     |
| Comisiones permanentes legislativas                                         |                                   |       |           |
| Coordinación, Organización y Régimen de las Instituciones de la Generalidad | Rubén Ibáñez Bordonau             |       | PPCV      |
| Justicia, Gobernación y Administración Local                                | José María Llanos Pitarch         |       | Vox       |
| Educación y Cultura                                                         | María del Rosario Escrig Llinares |       | PPCV      |
| Economía, Presupuestos y Hacienda                                           | Antoni Francesc Gaspar Ramos      |       | PSPV-PSOE |
| Industria y Comercio, Turismo y Nuevas Tecnologías                          | Mónica Álvaro Cerezo              |       | Compromís |
| Agricultura, Ganadería y Pesca                                              | José Luis Aguirre Larrauri        |       | Vox       |
| Obras Públicas, Infraestructuras y Transportes                              | Miriam Turiel Mollá               |       | Vox       |
| Política Social y Empleo                                                    | Laura Chulià Serra                |       | PPCV      |
| Sanidad y Consumo                                                           | Francisca Bartual Bermell         |       | PPCV      |
| Medio Ambiente, Agua y Ordenación del Territorio                            | María Gómez García                |       | PPCV      |
| Políticas de Igualdad de Género y del Colectivo LGTBI                       | Elena María Bastidas Bono         |       | PPCV      |
| Radiotelevisión Valenciana y del Espacio Audiovisual                        | Ruth María Merino Peña            |       | PPCV      |
| Comisiones permanentes no legislativas                                      |                                   |       |           |
| Reglamento                                                                  | María de los Llanos Massó Linares |       | Vox       |
| Estatuto de los Diputados y las Diputadas                                   | María de los Llanos Massó Linares |       | Vox       |
| Peticiones                                                                  | María de los Llanos Massó Linares |       | Vox       |
| Gobierno Interior                                                           | María de los Llanos Massó Linares |       | Vox       |
| Asuntos Europeos                                                            | Josefina Antonia Bueno Alonso     |       | PSPV-PSOE |
| Especial de Participación Ciudadana                                         | Marta Barrachina Mateu            |       | PPCV      |
| Derechos Humanos                                                            | Pablo Gustavo Broseta Dupré       |       | PPCV      |

#### Junta de Portavoces
En las Cortes Valencianas, los portavoces de los grupos parlamentarios reciben el título de síndics. Los Síndicos de los grupos parlamentarios constituyen la Junta de Síndicos que se reúne bajo la presidencia de la Presidenta de las Cortes Valencianas.
| Cargo                      | Cargo                                  | Titular                            | Lista     |
| -------------------------- | -------------------------------------- | ---------------------------------- | --------- |
| Presidenta                 | Presidenta                             | María de los Llanos Massó Linares  | Vox       |
| Vicepresidente primero     | Vicepresidente primero                 | Alfredo Cesáreo Castelló Sáez      | PPCV      |
| Vicepresidenta segunda     | Vicepresidenta segunda                 | María Gabriela Bravo Sanestanislao | PSPV-PSOE |
| Secretario primero         | Secretario primero                     | Víctor Soler Beneyto               | PPCV      |
| Secretaria segunda         | Secretaria segunda                     | María José Amigó Laguarda          | Compromís |
| Portavoces titulares       |                                        |                                    |           |
|                            | Portavoz del GP Popular                | Miguel Barrachina Ros              | PPCV      |
|                            | Portavoz del GP Socialista             | Rebeca Mariola Torró Soler         | PSPV-PSOE |
|                            | Portavoz del GP Compromís              | Joan Josep Baldoví Roda            | Compromís |
|                            | Portavoz del GP Vox Cortes Valencianas | José María Llanos                  | VOX       |
| Fuente: Cortes Valencianas |                                        |                                    |           |

#### Diputación Permanente
En los periodos en que las Cortes Valencianas no están reunidas, por vacaciones parlamentarias o por haber acabado el mandato, la diputación permanente tiene la función de velar por los poderes de la Cámara, y mantienen la existencia, como expresión del poder legislativo, mediante la Diputación Permanente.
La diputación permanente la forman dieciocho diputados y diputadas, además de la Presidenta de las Cortes Valencianas y los demás miembros de la Mesa de las Cortes. Tanto en la diputación permanente como en las comisiones están representadas proporcionalmente los grupos parlamentarios:
| Mesa de las Cortes         | Mesa de las Cortes                 | Mesa de las Cortes |
| Cargo                      | Titular                            | Lista              |
| -------------------------- | ---------------------------------- | ------------------ |
| Presidenta                 | María de los Llanos Massó Linares  | Vox                |
| Vicepresidente primero     | Alfredo Cesáreo Castelló Sáez      | PPCV               |
| Vicepresidenta segunda     | María Gabriela Bravo Sanestanislao | PSPV-PSOE          |
| Secretario primero         | Víctor Soler Beneyto               | PPCV               |
| Secretaria segunda         | María José Amigó Laguarda          | Compromís          |
| Titulares                  |                                    |                    |
| Número de diputados        | Titular                            | Lista              |
| 8                          | Salvador Aguilella Ramos           | PPCV               |
| 8                          | Miguel Barrachina Ros              | PPCV               |
| 8                          | Elena María Bastidas Bono          | PPCV               |
| 8                          | Pablo Gustavo Broseta Dupré        | PPCV               |
| 8                          | Laura Chulià Serra                 | PPCV               |
| 8                          | Noelia Císcar Martínez             | PPCV               |
| 8                          | Juan Francisco Pérez Llorca        | PPCV               |
| 8                          | Salomé Pradas Ten                  | PPCV               |
| 6                          | José Francisco Chulvi Español      | PSPV-PSOE          |
| 6                          | Arcadi España García               | PSPV-PSOE          |
| 6                          | José Muñoz Lladró                  | PSPV-PSOE          |
| 6                          | Joaquín Francisco Puig Ferrer      | PSPV-PSOE          |
| 6                          | María José Salvador Rubert         | PSPV-PSOE          |
| 6                          | Rebeca Mariola Torró Soler         | PSPV-PSOE          |
| 2                          | Joan Josep Baldoví Roda            | Compromís          |
| 2                          | Aitana Joana Mas Mas               | Compromís          |
| 2                          | Ana Vega Campos                    | Vox                |
| 2                          | Joaquín María Alés Estrella        | Vox                |
| Fuente: Cortes Valencianas |                                    |                    |